# منظار فارد
منظار فارِد (بالإنجليزية: Haploscope)‏ ويسمى حرفيًا هابلوسكوب هو جهاز بصري يستخدم لإنشاء صورة لإحدى عيني الإنسان وصورة أخرى للعين الأخرى. اشتق اسم الجهاز haploscope من كلمتين إغريقيتين هما "haploieides" بمعنى مفرد و "skopeo" بمعنى عرض. ثمة جهاز آخر يعرف باسم ستيريوسكوب وهو عبارة عن منظار فارد لكن لا يعتبر المنظار الفارد ستيريوسكوب لكنه أعمّ منه.
بشكل عام، يَستخدم المنظار الفارد (الهابلوسكوب) مرايا سطحية توضع في زوايا مختلفة قريبة من العيون لتعكس الصور إليها. كما يعتقد الكثيرون، أنشئ أضخم هابلوسكوب حوالي عام 1975 في شركة فايغان لغايات أبحاث stereoacuity؛ حيث ينتج هذا الجهاز صوراً تزيد مساحتها عن متر مربع (4 أقدام مربعة) وعرض من مسافة خمسة أمتار تقريباً لكل عين (16 قدماً). أتاحت هذه الصور الضخمة عرض فوارق الشبكية المتناهية في الصغر.